# IC 1870
IC 1870 ist eine Balken-Spiralgalaxie vom Hubble-Typ SBm im Sternbild Eridanus südlich des Himmelsäquators. Sie ist schätzungsweise 68 Millionen Lichtjahre von der Milchstraße entfernt und hat einen Scheibendurchmesser von etwa 55.000 Lichtjahren.
Das Objekt wurde von Edward Emerson Barnard entdeckt.